# Empi
Empi (jap. 燕飛) ist eine Kata im Karate. Ihr ursprünglicher Name lautet Wanshu.

## Ursprung
Sappushi Wanshu kam 1683 als einer der ersten Chinesen nach Okinawa (Tomari). Eine Quelle besagt, dass er der für die Verwaltung der pazifischen Inseln verantwortliche Abgesandte war. Er war Führer einer 500 Menschen starken Delegation, die aus wichtigen Persönlichkeiten bestand, wie z. B. chinesische militärische Beamte. Er lehrte eine Karate-Kata, die nach seinem Namen benannt wurde (Wanshu). Damit ist sie einen ähnlichen Weg gegangen wie die Kūsankū. Es wird davon ausgegangen, dass der Tōde-Meister Sanaeda für dessen Verbreitung auf Okinawa sorgte. Der ursprüngliche chinesische Name war Kuan Yin Yang Pao Lit.
Die alte Wanshu existierte nur in der Gegend von Tomari.
Diese Tatsache wird auch durch Gichin Funakoshi in seinem ersten Buch Ryu Kyu Kempo Karate bestätigt. Durch die Matsumura- und Itosu-Anko-Schule (Shuri) gelangte sie in den Shotokan-Zweig. Es ist jedoch nicht bekannt, wie das geschah. Im Shitō-Ryū, Wadō-Ryū sowie in anderen Stilen des Shōrin-Ryū wird sie unter ihrem ursprünglichen Namen geübt.

## Besonderheit
Empi bedeutet Flug der Schwalbe und war eine Namensgebung von Funakoshi Sensei in den 1930er Jahren, als er alle chinesischen Kanji aus politischen Gründen änderte. Der Name bezieht sich auf das Embusen (Schrittdiagramm), da hier sehr viele abrupte Richtungswechsel mit einer ständigen Hüftverlagerung gefordert sind, ähnlich wie bei einer Schwalbe, welche die Flughöhe sowie die Richtung im Flug schlagartig und permanent ändert. Dieses mühelos erscheinende Flugverhalten soll als Beispiel für die Ausübung der Kata dienen. 